# 撫邊雜錄
《撫邊雜錄》（越南語：Phủ Biên Tạp Lục），六卷，越南漢文史籍，後黎朝人黎貴惇撰。黎貴惇為後黎朝後期北方鄭主政權的著名官員及學者，1776年，被任命為順化府協鎮，在任約半年，《撫邊雜錄》便是根據他任期內的見聞經歷及所得資料寫成，內容包括順化、廣南等地（約在越南中、南部）的史地、制度、人文、風土等等。《撫邊雜錄》對越南中南部歷史研究具重要參考價值，受到後世學界重視。

## 本書的編撰

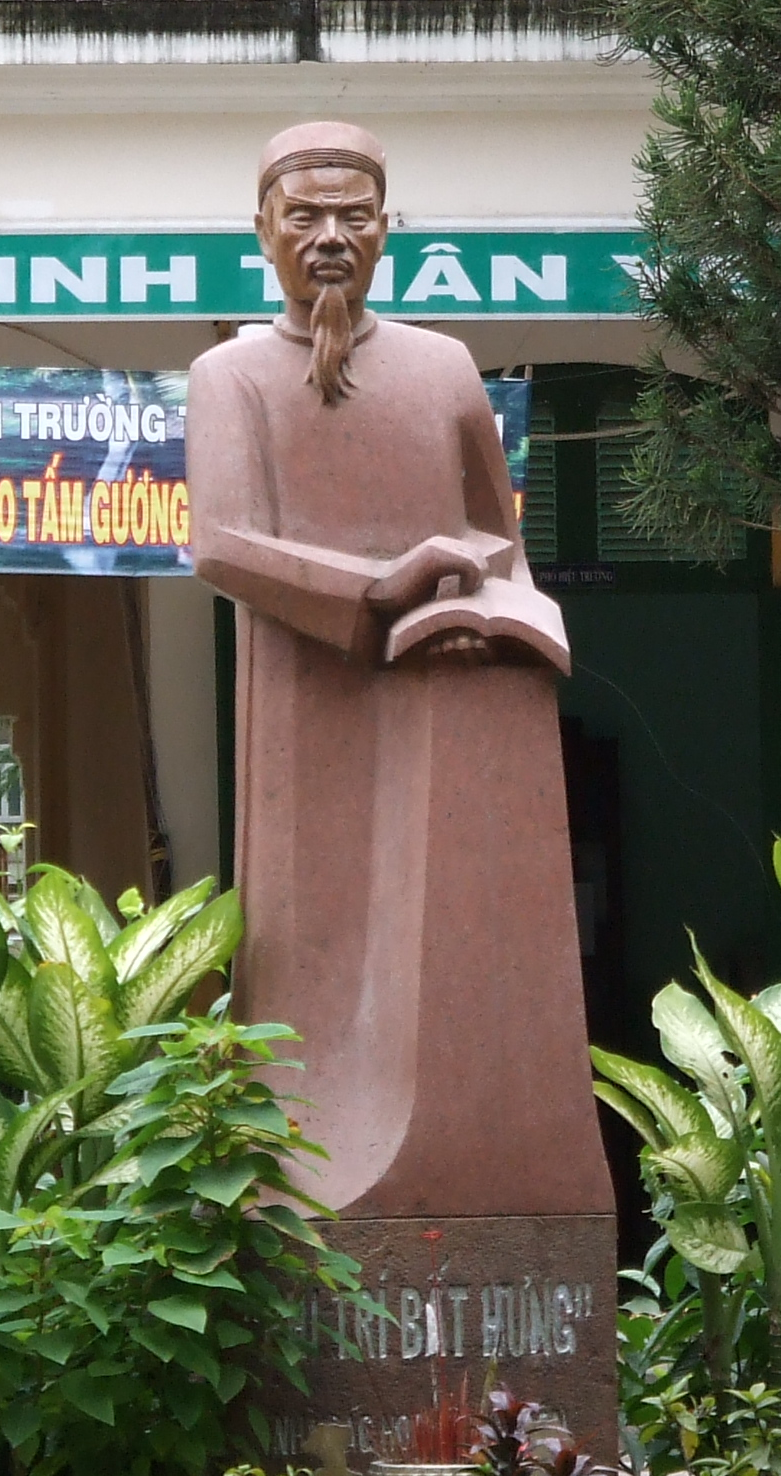
黎貴惇像

《撫邊雜錄》的作者黎貴惇（生卒：1726─1784年），越南後黎朝晚期北方鄭氏政權的官員兼學者，曾歷任國史纂修、翰林院侍講、陪訟（副宰相）、順化府協鎮等職。在文史方面，他著作甚豐，有《黎朝通史》（即《大越通史》）、《北使通錄》、《全越詩錄》、《桂堂詩集》等作品，《撫邊雜錄》亦是其重要作品之一。
本書的編撰，與當時越南政局有關。自16世紀晚期起，黎鄭政權統治越南北部，南方則由阮主割據，1771年（景興三十二年）南方爆發西山阮氏兄弟起兵，鄭主聯合西山軍進攻阮主，並在1775年（景興三十六年）接管其治下的順化、廣南(在越南中、南部)等地。1776年（景興三十七年），黎貴惇獲鄭主任命為「順化督視、協鎮撫」，與將領裴世達、阮廷棟等駐守順化，至同年農曆八月，因當地局勢未穩，「廣南未定、順化饑餓日甚，盜劫群起，遺民洶洶」，黎鄭政權有感難以派員留守，加上黎貴惇因病請回北方，鄭主便召回貴惇等人。
黎貴惇在順化任職的經歷，使他「熟知地勢民情」，黎鄭政權於1777年（景興三十八年）令他「校定順化兵民租賦額」。黎貴惇本人也明白這些管治經驗和資訊，有必要整理，1776年，黎貴惇著手撰寫本書，在序文中談到自己關注如何「撫循百姓，安集一方」，早在任內便積極搜集和研究當地資料，「間因經歷山川，詢訪遺跡，尋閱舊例，蒐訪人才，隨筆記之，遂成卷帙」，於是寫成《撫邊雜錄》，以供「在朝之君子」（指黎鄭政權君臣）參用，並「留誌當年」，以作一部歷史紀錄。

## 篇幅
黎貴惇在《撫邊雜錄》裡，廣泛地敍述順化、廣南等地（在越南中、南部）的各個方面，包括歷史沿革、行政區劃、山川、城壘、治所、道路、津渡、公私田莊、田稅、官制、兵制、鎮營、稅務、巡司、人才、詩文、土產、經濟、政治、文化等等。全書篇幅見下：
- 撫邊雜錄序
- 卷一
  - 順化廣南二處：開設恢復事蹟
  - 順化廣南二處：府、縣、總、社、村、莊、寨名數
- 卷二
  - 順化廣南二處：山河形勢，城壘治所，道路站驛
- 卷三
  - 順化廣南二處：公私田莊、花洲數；徵收粟米舊例總數
  - 順化廣南二處：鎮營諸司官屬職守、兵士舊例
  - 順化廣南二處：人丁數額、閱選，各項揀選別數、分設軍校舊例總數
- 卷四
  - 順化廣南二處：源頭、巡司、渡河、市渡稅例；金、銀、銅、鐵稅；艚運例
- 卷五
  - 人才詩文
- 卷六
  - 物產風俗
  - 撫邊雜錄跋（吳時仕撰）

## 流傳及出版情況
據20世紀上半期的學者馮承鈞指出，當時《撫邊雜錄》在越南史館、內閣各有一本，河內學校有鈔本。另據臺灣中央研究院的「越南漢喃文獻目錄資料庫系統檢索」裡稱「今存印本二種，抄本六種」。現時越南國家圖書館藏有鈔本。其後有重印本出版，如南越時期的西貢特責文化國務卿府譯述委員會（越南語：Ủy Ban Dịch Thuật, Phủ Quốc Vụ Khanh Đặc Trách Văn Hoá）曾於1972年及1973年，先後將《撫邊雜錄》分成兩冊重印出版。越南語譯本方面，北越及統一後的越南，在1964年由越南科學出版社出版越譯本，由杜夢姜等翻譯，陶維英校訂）；1977年開始出版《黎貴惇全集》時，亦將此書輯入。

## 評價
《撫邊雜錄》自問世時起，便受到世人高度關注。時人吳時仕為本書作跋，指出它敍事清晣，「粲然如指諸掌」，並從政治管理的角度，稱許它能滿足執政者需要，可靠它「籌畫於朝廷之上而措於千里之外」。中國學界有評論認為，本書對順化、廣南等地（在越南中、南部）的史地文化留下豐富資料，故此日後的阮朝國史館編纂《大南實錄前編》和《欽定越史通鑑綱目》時，有關中、南部資料多取自本書。學者于向東指出它對後來阮朝地志的盛行有一定推動力，並為越南傳統史學進行了一次改良，對越南史學發展產生了較大影響。

## 引用來源
1. ↑  《東南亞歷史詞典•「黎貴惇」條》，上海辭書出版社，453頁。
2. ↑  黃心川主編《東方著名哲學家評傳：越南卷、猶太卷》，山東人民出版社，185頁。
3. ↑  陳仲金（即陳重金）《越南通史》（即《越南史略》），北京商務印書館，206─207頁。
4. ↑  陳仲金（即陳重金）《越南通史》（即《越南史略》），北京商務印書館，254─257頁。
5. ↑  《大越史記全書·越史續編·黎紀·顯宗永皇帝下》，東京大學東洋文化硏究所，1185─1186頁。
6. ↑  .   [2014-07-08]. （原始内容存档于2016-03-05）.
7. ↑  黎貴惇《撫邊雜錄·序》（1972年版
 )，西貢特責文化國務卿府譯述委員會，3a─4a頁。
8. 1 2 3  《東南亞歷史詞典•「撫邊雜錄」條》，上海辭書出版社，207頁。
9. 1 2  黎貴惇《撫邊雜錄》，西貢特責文化國務卿府譯述委員會，1972、1973年版。
10. ↑  馮承鈞《西域南海史地考證論著彙輯•安南書錄》，香港中華書局，233頁。
11. ↑  .   [2014-07-27]. （原始内容存档于2016-03-04）.
12. ↑  .   [2014-07-08]. （原始内容存档于2016-03-05）.
13. ↑  《撫邊雜錄》吳時仕《跋》（1973年版），西貢特責文化國務卿府譯述委員會，245b─246b頁。
14. ↑  黃心川主編《東方著名哲學家評傳：越南卷、猶太卷》，山東人民出版社，198頁。